# João Neves
João Carlos Carvalho das Neves (ur. 6 listopada 1963) – portugalski judoka. Olimpijczyk z Los Angeles 1984, gdzie zajął dziewiąte miejsce w wadze ekstralekkiej.
Uczestnik turniejów.

## Letnie Igrzyska Olimpijskie 1984
| Konkurencja | Eliminacje              | Repasaże               | Klas. końcowa |
| Konkurencja | Przeciwnik I            | Przeciwnik I           | Miejsce       |
| ----------- | ----------------------- | ---------------------- | ------------- |
| 60 kg       | Shinji Hosokawa (JPN) P | Luiz Shinohara (BRA) P | 9.            |